# 特オチ
特オチ（とくオチ）とは、日本の報道機関において、他社が一斉に扱っている大きなニュースを自社だけがつかむことができず報道できずにいる（報道が遅れてしまう）状態の俗称。スクープの対概念。

## 概要
日本のジャーナリズムは通信社的であり、各社の報道に同じニュースが並ぶような横並び体質になっている。また取材を行う記者クラブでも、記者同士でメモ合わせをするほど極端な横並び取材が行われている。このような中で、一社だけ情報を取れない特オチは横並びの失敗として忌み嫌われる。
記者クラブの記者は、スクープするより特オチを回避する方が評価される（たとえ特ダネを取った記者でも特オチをすると、特オチをしない記者よりも組織における記者としてのステータスが下がる）。記者クラブ制度の下では、公的機関の取材は記者クラブを通さないと出来ない。特ダネをスクープして記者クラブや役所から出入り禁止になった場合、一社だけが取材できなくなるため、横並びの取材や報道をしている方が安全である。よって記者クラブの記者は、自ら特ダネをスクープする危険を冒さず、仮に知っていても自主規制をして報道しない。報道協定を結んで、他の記者が抜け駆けできないようにする。
特ダネよりも特オチ回避を重視する記者は日本独特のものである。世界の記者は独自取材による特ダネ以外は評価されない。メモ合わせで自分の手の内を明かすような事はせず、オリジナリティが重視される。一方、日本は真似に寛容な風潮があり、引用のルールを守らない事も多い。